# سنترال وارد
سنترال وارد (انگلیسی: Central Ward) یک بخش سابق در شهر اتاوا، انتاریو، کانادا بود. در اصل شامل بخشی از شهر بین خیابان بانک و کانال ریدو بود. اولین بار به عنوان بخش مرکزی شناخته شد.